# Alveolar

Artikulation eines alveolaren Verschlusslauts

Artikulation eines alveolaren Frikativs

Sagittalebene der menschlichen Mundhöhle, Oropharynx und Larynopharynx. Artikulationsorte (aktiv und passiv): 1 exolabial (äußerer Teil der Lippe), 2 endolabial (innerer Teil der Lippe), 3 dental (Zähne), 4 alveolar (vorderer Teil des Zahndamms), 5 postalveolar (hinterer Teil des Zahndamms und ein wenig dahinter), 6 präpalatal (vorderer Teil des harten Gaumens), 7 palatal (harter Gaumen), 8 velar (weicher Gaumen), 9 uvular (auch postvelar; Gaumenzäpfchen), 10 pharyngal (Rachen), 11 glottal (auch laryngal; Stimmbänder), 12 epiglottal (Kehldeckel), 13 radikal (Zungenwurzel), 14 posterodorsal (hinterer Teil der Zunge), 15 anterodorsal (vorderer Teil der Zunge), 16 laminal (Zungenblatt), 17 apikal (Zungenspitze), 18 sublaminal (auch subapical; Unterseite der Zunge)

In der Phonetik beschreibt alveolar einen Artikulationsort eines Lautes. Ein Alveolar wird mit der Zunge am oberen Zahndamm (dem Wulst hinter den oberen Schneidezähnen), dem Alveolarfortsatz, gebildet.
Deutsche Alveolare (Zahndammlaute) können wie folgt näher beschrieben werden:
- koronal-dental-alveolar (Zungenblatt gegen Zähne und Zahndamm):
  - Verschlusslaute
    - /⁠t⁠/ wie in Tag
    - /⁠d⁠/ wie in Dach
    - /⁠n⁠/ wie in Name

  - Frikative
    - /⁠s⁠/ wie in groß
    - /⁠z⁠/ wie in Sahne

  - Affrikaten
    - /⁠ts⁠/ wie in Katze
- koronal-alveolar (Zungenblatt gegen Zahndamm):
  - Frikative
    - /⁠ʃ⁠/ wie in Schule
    - /⁠ʒ⁠/ wie in Journal
- apikoalveolar (Zungenspitze gegen Zahndamm):
  - Vibrant
    - /⁠r⁠/ wie in span. raro ‚selten‘, hierro ‚Eisen‘, cantar ‚singen‘

  - Affrikaten
    - /⁠tʃ⁠/ wie in Kutsche
    - /⁠dʒ⁠/ wie in Dschungel

| AFI | Beschreibung                                 | Beispiel      | Beispiel     | Beispiel   | Beispiel                  |
| AFI | Beschreibung                                 | Sprache       | Schreibweise | AFI        | Bedeutung (Signifikat)    |
| --- | -------------------------------------------- | ------------- | ------------ | ---------- | ------------------------- |
|     | stimmhafter alveolarer Nasal                 | Castellano    | pan          | [pan]      | „Brot“                    |
|     | stimmloser alveolarer Plosiv                 | Castellano    | taza         | [taza]     | „Tasse“                   |
|     | stimmhafter alveolarer Plosiv                | Castellano    | dan          | [dan]      | „Dan“                     |
|     | stimmloser alveolarer Frikativ               | Castellano    | sal          | [sal]      | „Salz“                    |
|     | stimmhafter alveolarer Frikativ              | Englisch      | zoo          | [zuː]      | „Zoo“                     |
| ʦ   | stimmloser alveolarer Affrikat               | Deutsch       | zeit         | [ʦaɪt]     | „Zeit“                    |
| ʣ   | stimmhafter alveolarer Affrikat              | Italienisch   | zucchero     | [ˈʣukkero] | „Zucker“                  |
|     | stimmloser lateraler alveolarer Frikativ     | Walisisch     | Llwyd        | [ɬʊɪd]     | Eigenname „Lloyd“         |
|     | stimmhafter lateraler alveolarer Frikativ    | Zulu          | dlala        | [ˈɮálà]    | „spielen“                 |
|     | stimmhafter alveolarer Approximant           | Englisch      | red          | [ɹʷed]     | „Rot“                     |
|     | stimmhafter lateraler alveolarer Approximant | Castellano    | luz          | [luθ]      | „Licht“                   |
|     | stimmhafter alveolarer Tap                   | Castellano    | pero         | [peɾo]     | „aber“                    |
|     | einfacher lateraler alveolarer Vibrant       | Japanisch     | 心           | [ko̥koɺo]   | „Herz“                    |
|     | stimmhafter alveolarer Vibrant               | Castellano    | perro        | [pero]     | „Hund“                    |
|     | alveolarer Ejektiv                           | Georgisch     | ტიტა         | [tʼitʼa]   | „Tulpe“                   |
|     | alveolarer ejektiver Frikativ                | Amharisch     |              | [sʼɛɡa]    | „danke“                   |
|     | stimmhafter alveolarer Implosiv              | Vietnamesisch | đã           | [ɗɐː]      | Zeichen für Vergangenheit |
|     | lateraler alveolarer Klick                   | Nama          | ǁî           | [kǁĩĩ]     | „umstritten“              |